# Kim Jong-il (athlétisme)
Pour l'homme d'État nord-coréen, voir Kim Jong-il.
Kim Jong-il (en coréen 김종일, né le 11 septembre 1962 dans le district de Jincheon), parfois écrit Kim Yong-il, est un athlète sud-coréen, spécialiste du saut en longueur.
Il a remporté deux titres lors des Jeux asiatiques et porté son record à 8,00 m à Séoul en 1988. C'est le premier athlète coréen à accéder à une finale olympique, en terminant 8e des Jeux de Los Angeles.